# Fédération monégasque de basket-ball
La Fédération monégasque de basket-ball est une association, fondée en 1987, chargée d'organiser, de diriger et de développer le basket-ball à Monaco.
La Fédération représente le basket-ball auprès des pouvoirs publics ainsi qu'auprès des organismes sportifs nationaux et internationaux et, à ce titre, Monaco dans les compétitions internationales. Elle défend également les intérêts moraux et matériels du basket-ball monégasque. Elle est affiliée à la FIBA depuis 1987, ainsi qu'à la FIBA Europe.